# Horácio Fortunato Urpia
Horácio Fortunato Urpia CvNSC (Porto, 1822 — Lisboa, 1890) foi um aristocráta ítalo-espanhol, nascido em Portugal , filho de Antônio Elias Urpia (1800, Zaragoza, Espanha;1875, Porto).

## Viagem ao Brasil
Aos 16 anos emigrou para o Brasil, onde aportou em 1838 na cidade de Salvador. Em 1840 casou-se com D. Cândida Amélia Carvalho Borges. Em 1843 voltou para a cidade do Porto e após uma permanência de seis anos retornou ao Brasil em 1849, estabelecendo-se no ramo de corretagem na cidade do Rio de Janeiro, exercendo também o cargo de secretário da associação comercial da cidade. Nesta época passou a assinar "Horácio Urpia".

## Carreira
Em 13 de Maio de  1854 foi agraciado com a insígnia da Ordem de Nossa Senhora da Conceição de Vila Viçosa, em reconhecimento aos serviços prestados considerando os bons resultados de seus incessantes e filantrópicos esforços em benefício dos habitantes da Ilha da Madeira. Por volta de 1855 seguiu para Aracaju, Sergipe, estabecendo-se com casa comercial sob a razão social de Horácio Urpia.  Durante a visita de S.M. o imperador D. Pedro II às Províncias do Norte, destacou-se como organizador dos eventos e recepções despendidas ao Monarca, sendo agraciado por decreto imperial de 14 de Março de 1860 com a insígnia de cavaleiro da Imperial Ordem da Rosa. Pouco tempo depois foi nomeado Vice Cônsul de Portugal com jurisdição na Província de Sergipe. Em 1885 regressou a Lisboa e de três em três anos visitava sua família que ficara na Bahia.

## Morte
Faleceu em Lisboa no Hotel London em  30 de Novembro de 1890 e foi sepultado no Cemitério do Alto São João no mausoléu de número 228. Deixou Descêndencia.